# Miguel Ángel Moratinos

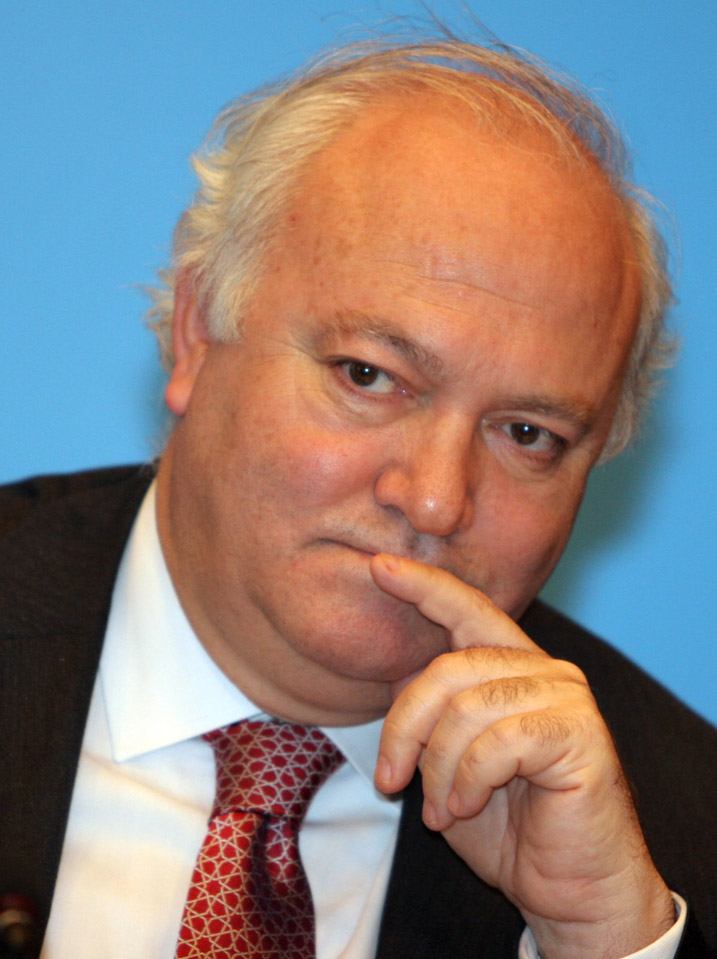
Miguel Ángel Moratinos

Miguel Ángel Moratinos Cuyaubé, född 8 juni 1951 i Madrid, är en spansk jurist, diplomat och politiker. 
Moratinos representerar Spanska socialistiska arbetarpartiet. Han var Spaniens utrikesminister i regeringen Zapatero 2004-2010. Han var ordförande i Organisationen för säkerhet och samarbete i Europa under 2007.
Moratinos tjänstgjorde i spanska utrikesministeriet från 1974 och var bland annat ambassadör i Tel Aviv. Åren 1996-2003 var han EU:s höge representant i fredsförhandlingarna om Mellanöstern. 